# Каридопита
Каридопита (греч. Καρυδόπιτα) — греческий десерт, приготовленный в основном из грецких орехов и залитый сиропом. Его название происходит от двух греческих слов: καρύδι + πίτα («грецкие орехи + пирог»).  

## Приготовление

### Ингредиенты

#### Тесто
- 10 яиц
- 10 столовых ложек крупно нарезанного или измельчённого грецкого ореха

- 10 столовых ложек панировочных сухарей
- 10 столовых ложек сахара
- 1 пакетик разрыхлителя
- Сода (на кончике ложки)
- 2-3 ванили
- Немного корицы

#### Сироп
- 1 ¾ стакана воды
- 650 грамм сахара
- Немного лимонного сока

Панировочные сухари или муку смешать с рублеными и молотыми грецкими орехами, корицей, разрыхлителем, добавить воду или молоко. В отдельной миске взбить сливочное масло с сахаром, вмешать яйца. Тесто перемешать и выложить в форму, предварительно смазав её маслом. Выпекать, разрезать на кусочки и затем залить сиропом. Ингредиенты для сиропа: сахар, вода, сок лимона.
Некоторые распространенные добавки включают, помимо прочего, цедру апельсина, гвоздику, коричневый сахар, ром или коньяк.
Это одно из самых распространенных блюд glyka tapsiou — десертных блюд, таких как пироги и хлеб, запечённые в формах для выпечки. Другие распространённые десерты подобного рода — галактобуреко, амигдалопита и kadaifi.
Наряду с василопитой, каридопита считается рождественско-новогодней сладостью. Кусочек каридопиты кладут под ёлку для Святого Василиса, греческого Деда Мороза.